# The Shadiest One
The Shadiest One – debiutancki album amerykańskiego rapera WC.

## Lista utworów
| #  | Tytuł                       | Goście                           | Producent(ci)   | Czas |
| -- | --------------------------- | -------------------------------- | --------------- | ---- |
| 1  | "Hog"                       |                                  | Battlecat       | 4:24 |
| 2  | "Where Y'all From"          |                                  | Battlecat       | 1:11 |
| 3  | "Fuckin Wit Uh House Party" |                                  | Battlecat       | 4:49 |
| 4  | "The Shadiest One"          | CJ Mac                           | Ant Banks       | 4:26 |
| 5  | "Can't Hold Back"           | Ice Cube                         | Skooby Doo      | 3:34 |
| 6  | "Keep Hustlin"              | E-40 & Too Short                 | Young Tre       | 3:39 |
| 7  | "Just Clownin'"             |                                  | Battlecat       | 3:59 |
| 8  | "The Autobiography"         |                                  | Crazy Toones    | 1:21 |
| 9  | "Worldwide Gunnin'"         |                                  | Skooby Doo      | 3:25 |
| 10 | "Like That"                 | Ice Cube, Daz Dillinger & CJ Mac | Daz Dillinger   | 4:29 |
| 11 | "Call It What You Want"     |                                  | Crazy Toones    | 4:29 |
| 12 | "Rich Rollin'"              |                                  | Dutch           | 3:40 |
| 13 | "Cheddar"                   | Mack 10 & Ice Cube               | Mo-Suave-A      | 4:12 |
| 14 | "Bank Lick"                 |                                  | WC              | 0:49 |
| 15 | "It's All Bad"              |                                  | Battlecat       | 4:15 |
| 16 | "Better Days"               | Ron Banks                        | Barr Nine       | 3:53 |
| 17 | "The Outcome"               |                                  | Douglas Coleman | 2:45 |

## Pozycja na listach
| Lista (1998)                          | Pozycja |
| ------------------------------------- | ------- |
| U.S. Billboard 200                    | 19      |
| U.S. Billboard Top R&B/Hip-Hop Albums | 2       |